# تکمه بالاکاسه‌ای
تکمه بالاکاسه‌ای (به انگلیسی: Supraglenoid tubercle) منطقه‌ای از استخوان کتف است که در بالای گودی کاسه‌ای قرار دارد و محل اتصال سر دراز ماهیچهٔ دوسر بازویی است.

## نگارخانه

جایگاه تکمه بالاکاسه‌ای در کتف چپ که با رنگ سرخ نمایان است
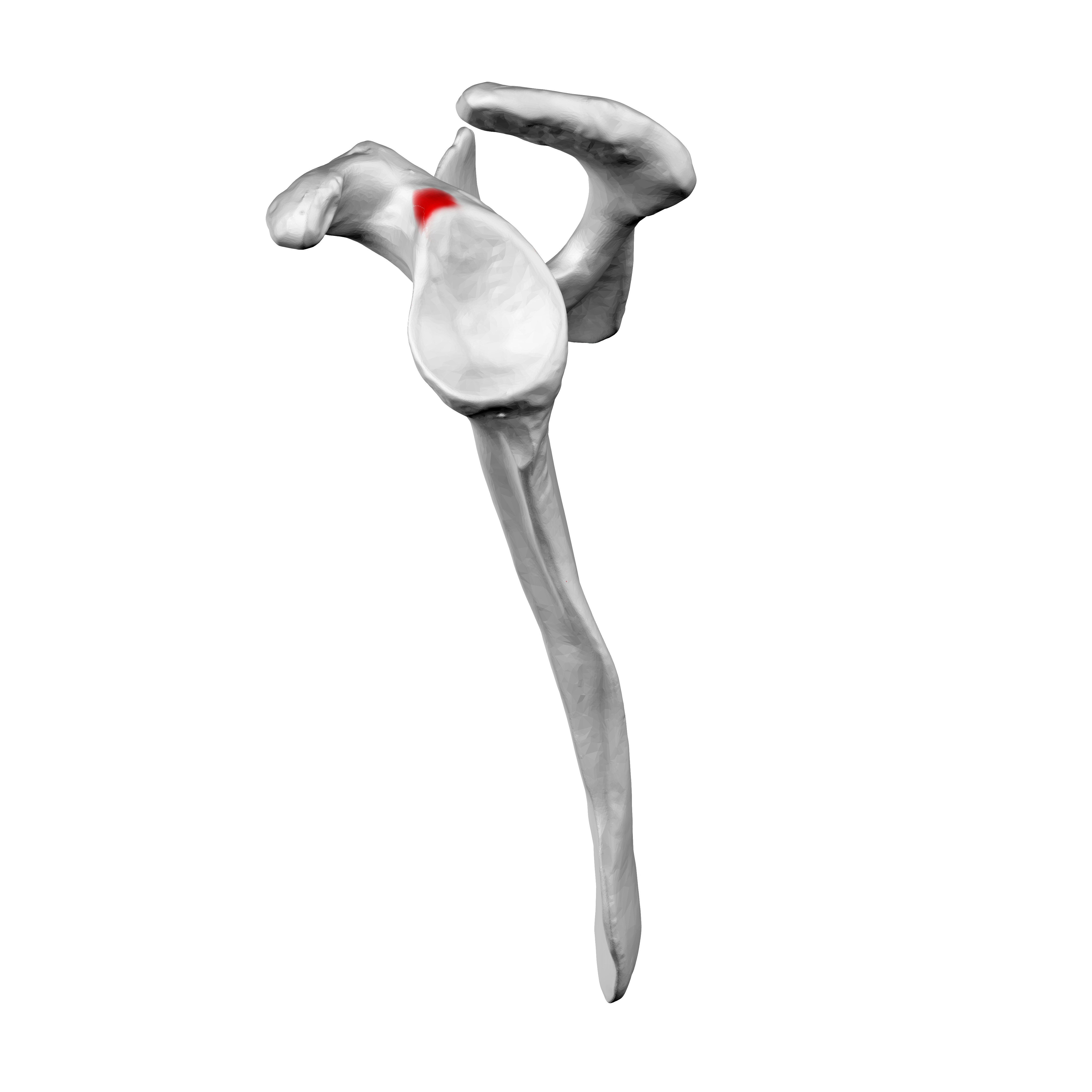
نمای طرفی کتف چپ
جایگاه تکمه بالاکاسه‌ای که با رنگ سرخ در پویانمایی نمایان است
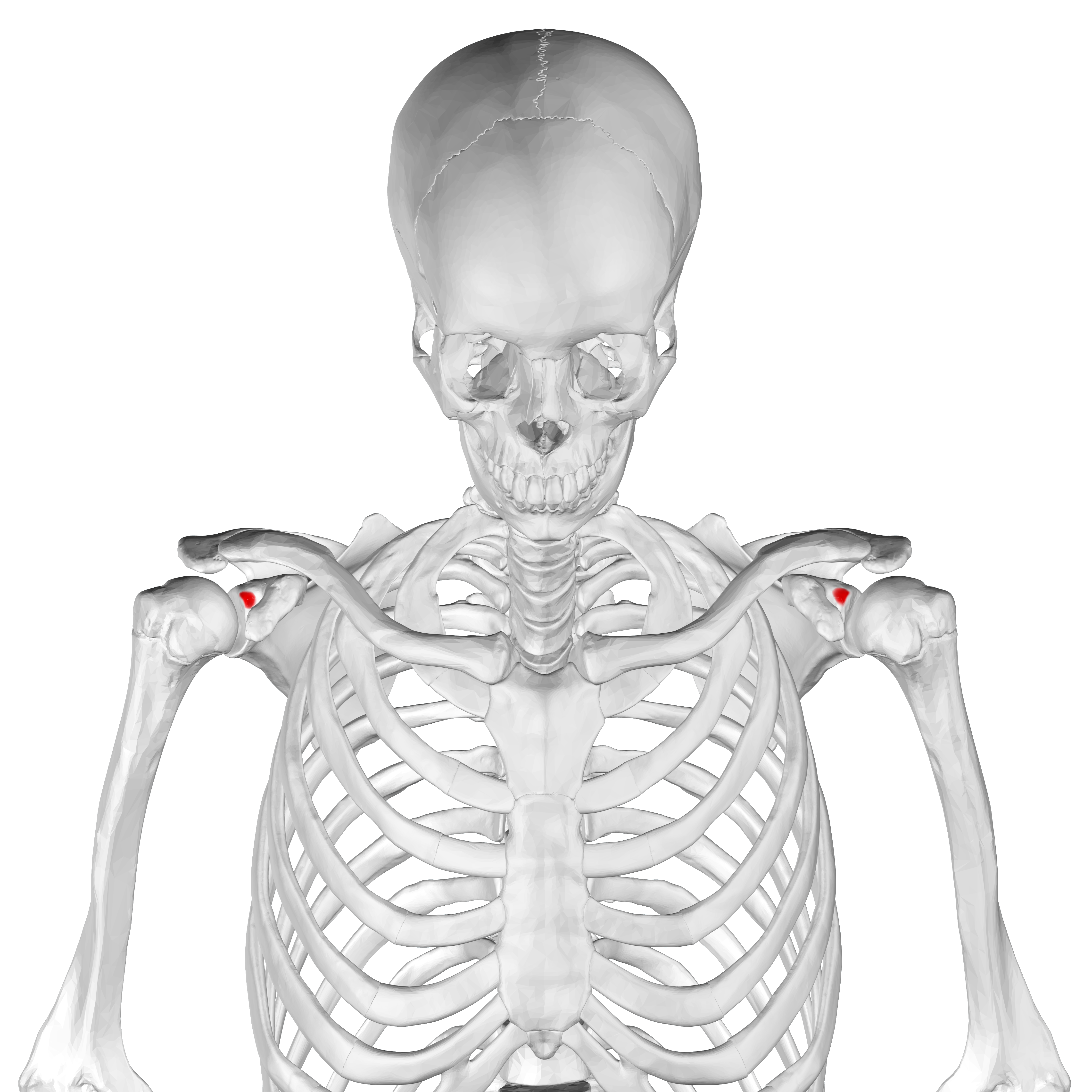
نمایی از تکمه بالاکاسه‌ای